# Kenneth Larsen (Badminton)
Kenneth Larsen (* um 1958) ist ein dänischer Badmintonspieler. 

## Karriere
Kenneth Larsen wurde 1979 erstmals nationaler Meister in Dänemark. Ein weiterer Titelgewinn folgte 1981 bei den Amateuren. 1983 nahm er an den Badminton-Weltmeisterschaften teil. 1979 siegte er bei den Czechoslovakian International, 1980, 1981, 1982, 1983 und 1985 bei den Norwegian International sowie 1983 bei den Canadian Open.

## Sportliche Erfolge
| Saison    | Veranstaltung                              | Disziplin    | Platz | Name                                                                  |
| --------- | ------------------------------------------ | ------------ | ----- | --------------------------------------------------------------------- |
| 1978/1979 | Dänemark: Einzelmeisterschaften            | Herrendoppel | 1     | Mogens Neergaard / Kenneth Larsen, Triton, Aalborg                    |
| 1979      | Czechoslovakian International              | Mixed        | 1     | Kenneth Larsen / Charlotte Pilgaard                                   |
| 1980      | Norwegian International                    | Mixed        | 1     | Kenneth Larsen / Dorte Kjær                                           |
| 1980/1981 | Dänemark: Einzelmeisterschaft der Amateure | Herrendoppel | 1     | Jan Hammergaard Hansen, Hvidovre BC / Kenneth Larsen, Triton, Aalborg |
| 1981      | Norwegian International                    | Herreneinzel | 1     | Kenneth Larsen                                                        |
| 1982      | Norwegian International                    | Herrendoppel | 1     | Mogens Neergaard / Kenneth Larsen                                     |
| 1982      | Norwegian International                    | Herreneinzel | 1     | Kenneth Larsen                                                        |
| 1983      | Weltmeisterschaft                          | Mixed        | 9     | Kenneth Larsen / Gitte Paulsen                                        |
| 1983      | Norwegian International                    | Mixed        | 1     | Kenneth Larsen / Gitte Paulsen                                        |
| 1983      | Norwegian International                    | Herrendoppel | 1     | Torben Carlsen / Kenneth Larsen                                       |
| 1983      | Canadian Open                              | Herreneinzel | 1     | Kenneth Larsen                                                        |
| 1985      | Norwegian International                    | Mixed        | 1     | Kenneth Larsen / Hanne Adsbøl                                         |